# Dead and Gone (T.I.)
Dead and Gone è una canzone del rapper statunitense T.I., con il featuring del cantante Justin Timberlake. È stata pubblicata come quarto singolo ufficiale del sesto album di T.I. Paper Trail. Il singolo è riuscito ad entrare nella Billboard Hot 100 ancora prima della sua pubblicazione ufficiale.
Timberlake e T.I. hanno cantato per la prima volta il brano alla cinquantunesima edizione dei Grammy Awards. Si tratta della seconda collaborazione fra i due artisti , che in passato avevano realizzato insieme il brano My Love.

## Successo
Prima che il singolo fosse annunciato ufficialmente, Dead and Gone ha debuttato alla posizione numero 76 della classifica Billboard Hot 100, per via dell'alta quantità dei download. In seguito alla sua uscita ufficiale su supporto fisico, nella prima settimana dei gennaio, il singolo è rientrato alla posizione numero 99, ed è riuscito a salire sino alla seconda posizione della classifica, benché non sia riuscito a spodestare Right Round di Flo Rida dalla prima posizione. Per T.I. è il quarto singolo consecutivo ad entrare nella top 5 della Billboard Hot 100, ed il settimo della sua carriera. Il singolo è andato bene anche nella classifica Hot R&B/Hip-Hop Songs, dove è arrivato alla quarta posizione, e nella Pop 100, dove è arrivato alla terza posizione. Nelle classifiche Hot Rap Tracks e Hot 100 Airplay, Dead and Gone invece è giunto fino alla prima posizione, nella settimana del 14 marzo 2009.

## Il video
Il video musicale prodotto per Dead and Gone è stato diretto da Chris Robinson, e filmato nella prima settimana di febbraio a Los Angeles. Il video è apparso su internet poche ore prima della sua release ufficiale il 7 febbraio .

## Tracce
CD Promo
1. Dead and Gone (Album Version) - 5:00
2. Dead and Gone (Dirty Radio Edit) - 4:33
3. Dead and Gone (Clean Album Version) - 5:00
4. Dead and Gone (Clean Radio Edit) - 3:54
5. Dead and Gone (Instrumental) - 5:00

CD Singolo UK
1. Dead and Gone - (Explicit Version)

## Classifiche
| Classifica(2008)                     | Posizione più alta |
| ------------------------------------ | ------------------ |
| Australia                            | 4                  |
| Belgio (Flanders)                    | 39                 |
| Canada                               | 3                  |
| Cile                                 | 45                 |
| Danimarca                            | 11                 |
| Europa                               | 14                 |
| Irlanda                              | 3                  |
| Israele                              | 14                 |
| Lituania                             | 16                 |
| Nuova Zelanda                        | 2                  |
| Norvegia                             | 8                  |
| Svezia                               | 22                 |
| Turchia                              | 4                  |
| Regno Unito                          | 1                  |
| U.S. Billboard Hot 100               | 2                  |
| U.S. Billboard Hot R&B/Hip-Hop Songs | 4                  |
| U.S. Billboard Hot Rap Tracks        | 1                  |
| U.S. Billboard Pop 100               | 3                  |